# Беларусьфильм
Беларусьфильм (бел. Беларусьфільм) — советская и белорусская киностудия художественных, документальных, научно-популярных и анимационных фильмов, основанная в 1924 году.

## История
«Беларусьфильм» — национальная киностудия Беларуси.
После решения правительства Белорусской ССР от 17 декабря 1924 года об организации собственного кинопроизводства и создании для этого специального управления «Белгоскино» (в г. Минске здание «Белгоскино», не сохранившееся до наших дней, располагалось в районе пересечения улиц Карла Маркса и Ленина) сначала весной 1925 года в Минске была оборудована кинолаборатория для выпуска кинохроники, художественные же фильмы в 1926—1927 годах снимались по сложной схеме: натура — на территории Беларуси, павильонные съемки — на базе киностудий Москвы и Ленинграда. И только в 1928 году в арендованном здании бывшего театра «Кривое зеркало» на канале Грибоедова в Ленинграде открылась собственно белорусская кинофабрика художественных фильмов «Советская Белорусь» (это наименование киностудия носила с 1928 по 1946 год), находившаяся там до 1939 года. За этот период на ней было снято более 50 художественных фильмов.
Название «Беларусьфильм» киностудия обрела лишь в 1946 году. С 1996 года — Национальная киностудия «Беларусьфильм».
Премьера «першай нацыянальнай фільмы» — первого белорусского художественного фильма, который увидели кинозрители — «Лесная быль» состоялась в минском кинотеатре «Культура» 25 [только по пригласительным] — 26 декабря 1926 года.
В советское время, кроме экранизаций произведений белорусских писателей, на студии было создано много детских фильмов и фильмов о войне (благодаря чему студию в шутку прозвали «Партизанфильм»). Кроме того, за без малого 65 лет здесь выпущены тысячи документальных, научно-популярных и учебных фильмов, а начиная с 1972 года — ещё и более 125 различных по технике мультипликационных лент.

Москва сегодня — это город, практически непригодный для съёмок. Он становится потихоньку непригодным и для жизни. Начиная от пробок, чудовищной дороговизны на каждом шагу и заканчивая простой невозможностью с кем-либо договориться… Поэтому всё чаще киношники куда-то уезжают. Пытаются найти место, где можно хотя бы передвигаться по городу. В этом смысле Минск — город по-прежнему очень удобный для кино. В нём есть очень хорошие натуры, улицы, можно найти почти всё. Есть «Беларусьфильм», где можно построить декорации. Есть люди, которых можно взять на работу, профессионалы кино. Тут есть хорошая спокойная, размеренная атмосфера, без истерики. Можно спокойно снимать по 12-14 часов в день.
— В. Тодоровский
В 2007 году киностудия выпустила семь художественных и пять анимационных фильмов и вышла из кризиса, закончив год с прибылью. С 1 сентября 2007 года на киностудии проводится реконструкция, с целью уплотнения.
Мировой финансовый кризис отразился на кинопроизводстве в России, что сказалось на объёме совместных проектов. Российские сценарии перестали поступать на студию, зато стали поступать белорусские. Однако руководство студии категорически не устраивает их качество: «Они подобны на „Очень русский детектив“, „Гитлер капут“. Такое мы ставить никогда не будем!»
В 2008 году киностудия выпустила 34 документальные, пять анимационных, четыре телевизионные и три полнометражные кинокартины. На производственно-технической базе киностудии «Беларусьфильм» за 2008 проводились съёмки 25 российских фильмов и сериалов.
В 2014 году белорусскому кино исполнилось 90 лет. В выпуск юбилейной DVD-коллекции под общим названием «Золотая дюжина Беларусьфильма» вошли двенадцать знаковых советских фильмов, любимых многими поколениями зрителей:
1. «Приключения Буратино» (1975) реж. Леонид Нечаев
2. «Про Красную Шапочку» (1977) реж. Леонид Нечаев
3. «Я родом из детства» (1966) реж. Виктор Туров
4. «Венок сонетов» (1976) реж. Валерий Рубинчик
5. «Город мастеров» (1965) реж. Владимир Бычков
6. «Наши соседи» (1957) реж. Сергей Сплошнов
7. «Белые росы» (1983) реж. Игорь Добролюбов
8. «Часы остановились в полночь» (1958) реж. Николай Фигуровский
9. «Моя любовь» (1940) реж. Владимир Корш-Саблин
10. «Дикая охота короля Стаха» (1979) реж. Валерий Рубинчик
11. «Знак беды» (1986) реж. Михаил Пташук
12. «В августе 44-го…» (2001) реж. Михаил Пташук

## Фильмография

### Студия игровых фильмов
Основная статья: Список фильмов студии «Беларусьфильм»

### Студия мультипликационных фильмов
Основная статья: Список мультфильмов студии «Беларусьфильм»

### Студия документальных фильмов «Летопись»
Полнометражные кинофильмы:
- «Белорусский крест», 5 ч. (автор В.Мороз, режиссёр Станислав Гайдук)
- «Пантелеймон Пономаренко», 5 ч. (авторы В.Селеменев, В.Скалабан, режиссёр А.Алай)
- «Галерея», 5 ч. (автор В. Мороз, режиссёр С.Лукьянчиков)
- «Дарога на Курапаты»

Короткометражные кинофильмы:
- «Встреча», 2 ч. (автор и режиссёр Н.Князев)
- «Пётр Конюх», 2 ч. (автор и режиссёр А.Алай)
- «Вечное возвращение», 3 ч. (автор и режиссёр М.Ждановский)
- «Ваятель», 2 ч. (автор и режиссёр Станислав Гайдук)
- «Дела сердечные… и сосудистые» (автор сценария И. Ефремова, режиссёр А. Колас)
- «Растет дуб…», 2 ч. (автор и режиссёр С. Лукьянчиков)
- «Гіпіка», 2 ч. (автор и режиссёр В. Аслюк)
- «Екатерина», 2 ч. (автор И.Калюта, режиссёр В. Цеслюк)
- «Лазер Алфёрова», 2 ч. (автор П.Могилин, режиссёр В. Мороз)
- «Фатограф Ульяна», 2 ч. (автор и режиссёр Ю. Горулев)
- «Шчасце», 2 ч. (автор и режиссёр Г. Адамович)
- «Avec courage. З адвагаю», 2 ч. (автор и режиссёр И. Волох)
- «Хвіліны жыцця», 2 ч. (автор и режиссёр О. Дашук)
- «Шчодры стол беларуса», 1 ч. (автор и режиссёр В. Королёв)
- «Беларусь спартыўная», 1 ч. (автор и режиссёр В. Королёв)

Видеофильмы:
- «Эхо далекой войны», 26 мин. (автор В.Лигута, режиссёр В. Цеслюк)
- «Михал Сабадах», 26 мин. (автор и режиссёр М.Ждановский)
- «Когда мне было восемь лет», 26 мин. (автор и режиссёр Н.Князев)
- «Ефрейтор Онищенко», 26 мин. (автор и режиссёр Ю.Тимофеев)
- «Дорогие куклы», 39 мин. (автор и режиссёр Г.Адамович)
- «Коліш», 26 мин. (автор и режиссёр Е.Махова)
- «Капли датского короля», 26 мин. (автор и режиссёр А.Суханова)
- «Бесконечная радость воды», 26 мин. (автор и режиссёр О.Шкляревский)
- «С самого начала», 26 мин. (автор и режиссёр А.Вольская)

Социальные ролики:
- «Я буду жить», 0,5 ч. (автор и режиссёр А.Суханова)
- «Счастье материнства», 0,5 ч. (автор и режиссёр А.Суханова)
- «Легко ли быть отцом?», 0,5 ч. (автор и режиссёр А.Суханова)
- «Семь я», 0,5 ч. (автор и режиссёр А.Суханова)
- «ВИЧ — не приговор», 0,5 ч. (автор и режиссёр А.Суханова)
- «Безопасность в школе», 0,5 ч. (автор и режиссёр А.Суханова)
- «Виртуальная реальность», 0,5 ч. (автор и режиссёр Е.Махова)
- «Люди и машины», 0,5 ч. (автор и режиссёр Е.Махова)

### Производство российских фильмов и сериалов
- «Товарищ инспектор»
- «Божья Матерь в кровавых снегах»
- «Командировка»
- «Немец»
- «Каменская 5»
- «Суд-2»
- «Детективное агентство «Иван да Марья»»
- «Жизнь взаймы»
- «Жила была одна баба»
- «Ермоловы»
- «Вольф Мессинг»
- «Террористка Иванова»
- «Вызов-4»
- «Ночной таверны огонёк»
- «Вдовы»
- «Застава»
- «Фонограмма страсти»
- «Рейд»
- «Сашко реформатор»
- «Наваждение»
- «Любимая дочь папы Карло»
- «Не пытайтесь понять женщину»
- «Капитан Гордеев»
- «Псковская миссия»
- «Концлагеря. Дорога в ад»
- «Китайская шкатулка»
- «Леди на день» (реж. Дмитрий Астрахан)
- «Тартарен из Тараскона» (реж. Дмитрий Астрахан)
- «Возвращение Мухтара»
- «Государственная граница»

### Студия короткометражного фильма
- «Тихая эпидемия» (1999)

## Директора Беларусьфильма
В 1961—1964 гг. — Дорский, Иосиф Львович
В 1989 г. — Поночевный, Владимир Федорович.

## Награды
- Орден Трудового Красного Знамени (19 мая 1981 года) — за заслуги в развитии советской кинематографии и успешное выполнение заданий десятой пятилетки[13]
- На XVIII Международном кинофестивале «Золотой Витязь», прошедшем в Липецке и городах области, киностудия завоевала наибольшее количество наград среди всех участников. Всего белорусы представили вниманию жюри 14 работ. По итогам фестиваля художественный фильм «Кадет» белорусского режиссёра Виталия Дудина завоевал «Бронзового Витязя» и приз Парламентского Собрания Союза Беларуси и России за экранное воплощение темы Великой Отечественной войны. Кроме того, дипломы «За яркий дебют в кино» получили молодые актёры Полина Сыркина, Руслан Чернецкий и Андрей Сенькин.[14]